# Marta Krásová
Marta Krásová (Protivín, 16 de março de 1901 –Vráž,  20 de fevereiro de 1970) foi uma cantora de ópera checa mezzo-soprano que teve uma carreira internacional ativa nas principais casas de ópera europeias de 1922 até 1966. Krásová nasceu em Protivín, e faleceu em Vráž, Distrito de Beroun. 

## References
1. ↑  Leslie Orrey; Gilbert Chase (1976). The Encyclopedia of opera. Universidade do Michigan: Scribner